# 吊井乡
吊井乡，是中华人民共和国湖南省湘西土家族苗族自治州永顺县下辖的一个乡镇级行政单位。

## 行政区划
吊井乡下辖以下地区：
吊井村、天堂村、毛坪村、花园村、树木村、长光村、咱竹村和岩板村。